# لويس بيكر
لويس بيكر (7 أكتوبر 1920 في نيوزيلندا - 12 يوليو 1997) (بالإنجليزية: Lewis Baker)‏ هو لاعب كريكت نيوزلندي.

## وصلات خارجية
- لويس بيكر على موقع إي آس بي آن كريك إنفو (الإنجليزية)